# Bolschwitz
Bolschwitz, niedersorbisch Bólašojce, ist ein Ortsteil von Calau im südbrandenburgischen Landkreis Oberspreewald-Lausitz.

## Geografie
Bolschwitz liegt in der Niederlausitz am sogenannten Lausitzer Grenzwall. Nördlich des Ortes liegen die Vetschauer Ortsteile Koßwig und Belten. Im Osten schließen sich der Gemeindeteil Erlenau sowie die Orte Repten und Jehschen an, die wie die südlich angrenzenden Ortsteile Missen und Gahlen zur Stadt Vetschau gehören; ebenfalls südlich liegt der Calauer Gemeindeteil Plieskendorf. Im Westen grenzt der Ort an die Stadt Calau sowie deren Ortsteile Altnau, Saßleben und Reuden.

## Geschichte

### Ortsgeschichte
Durch Bodenfunde ist nachgewiesen, dass die Gemarkung Bolschwitz bereits in der Jungsteinzeit besiedelt war. Das Dorf selbst entstand vermutlich im Zuge der deutschen Ostexpansion als deutsche Siedlung in Form eines Sackgassendorfes. Die Dorfbreite beträgt ein Gewende, dies entspricht 257,4 Meter. Die erste urkundliche Erwähnung stammt aus dem Jahr 1432. Der Ortsname leitet sich von dem sorbischen Namen Boles, einer Koseform von Boleslaw ab. Im Lübbenauer Schöffenbuch wird der Ort im Jahr 1520 als Bolßewycz bezeichnet. Die Einwohner lebten als Bauern von Feld- und Obstanbau.
Zu den Besitzern des Rittergutes gehörten im 18. Jahrhundert die Grafen von Stutterheim, denen Ogrosen und Bolschwitz gehörte. Von 1800 bis 1842 war Heinrich Ludwig Graf zu Lynar Besitzer des Ortes und danach Jaques Alfred Graf von Pourtalès. Später wurde das Gut von Familie Lüdeke auf Ogrosen an die Ilse Bergbau AG-Wohlfahrtsgesellschaft verkauft.
Kirchlich war Bolschwitz nach Calau gepfarrt. Über einen geplanten Kirchbau in Bolschwitz berichtet eine Sage, dass der Teufel die für die Bolschwitzer Kirche angefahrenen Feldsteine in einer Nacht in den Nachbarort Gahlen geschafft haben soll.
Der Ortsteil Erlenau entstand 1848 als Vorwerk und wurde als Gutshof genutzt. Verwaltungsmäßig gehörte Bolschwitz zum Landkreis Calau. In Bolschwitz wurde wie in den benachbarten Orten die wendische (niedersorbische) Sprache im Laufe des 19. Jahrhunderts von der deutschen Sprache verdrängt.
Am 26. Oktober 2003 wurde Bolschwitz mit Groß Mehßow, Kemmen, Mlode, Saßleben und Werchow nach Calau eingegliedert.

### Einwohnerentwicklung
| Einwohnerentwicklung in Bolschwitz von 1875 bis 2002 | Einwohnerentwicklung in Bolschwitz von 1875 bis 2002 | Einwohnerentwicklung in Bolschwitz von 1875 bis 2002 | Einwohnerentwicklung in Bolschwitz von 1875 bis 2002 | Einwohnerentwicklung in Bolschwitz von 1875 bis 2002 | Einwohnerentwicklung in Bolschwitz von 1875 bis 2002 | Einwohnerentwicklung in Bolschwitz von 1875 bis 2002 | Einwohnerentwicklung in Bolschwitz von 1875 bis 2002 | Einwohnerentwicklung in Bolschwitz von 1875 bis 2002 | Einwohnerentwicklung in Bolschwitz von 1875 bis 2002 | Einwohnerentwicklung in Bolschwitz von 1875 bis 2002 | Einwohnerentwicklung in Bolschwitz von 1875 bis 2002 | Einwohnerentwicklung in Bolschwitz von 1875 bis 2002 | Einwohnerentwicklung in Bolschwitz von 1875 bis 2002 |
| Jahr                                                 | Einwohner                                            | Jahr                                                 | Einwohner                                            | Jahr                                                 | Einwohner                                            | Jahr                                                 | Einwohner                                            | Jahr                                                 | Einwohner                                            | Jahr                                                 | Einwohner                                            | Jahr                                                 | Einwohner                                            |
| ---------------------------------------------------- | ---------------------------------------------------- | ---------------------------------------------------- | ---------------------------------------------------- | ---------------------------------------------------- | ---------------------------------------------------- | ---------------------------------------------------- | ---------------------------------------------------- | ---------------------------------------------------- | ---------------------------------------------------- | ---------------------------------------------------- | ---------------------------------------------------- | ---------------------------------------------------- | ---------------------------------------------------- |
| 1875                                                 | 229                                                  | 1933                                                 | 232                                                  | 1964                                                 | 227                                                  | 1989                                                 | 142                                                  | 1993                                                 | 141                                                  | 1997                                                 | 143                                                  | 2001                                                 | 136                                                  |
| 1890                                                 | 231                                                  | 1939                                                 | 204                                                  | 1971                                                 | 209                                                  | 1990                                                 | 144                                                  | 1994                                                 | 141                                                  | 1998                                                 | 144                                                  | 2002                                                 | 137                                                  |
| 1910                                                 | 220                                                  | 1946                                                 | 324                                                  | 1981                                                 | 162                                                  | 1991                                                 | 139                                                  | 1995                                                 | 146                                                  | 1999                                                 | 149                                                  |                                                      |                                                      |
| 1925                                                 | 266                                                  | 1950                                                 | 316                                                  | 1985                                                 | 165                                                  | 1992                                                 | 134                                                  | 1996                                                 | 142                                                  | 2000                                                 | 139                                                  |                                                      |                                                      |

## Wirtschaft und Infrastruktur
In Bolschwitz befand sich der größte Tabakanbauer der Region.